# 孔璪
孔璪（？—466年），南朝宋官员。
宋前废帝时官都水使者。宋明帝即位，晋安王刘子勋起兵反明帝，明帝遣孔璪至江东慰劳。孔璪劝孔觊谋反。当时孔觊为寻阳王刘子房右军长史、行会稽郡事，于是举兵助刘子勋与明帝争帝位。授孔璪以辅国将军、车骑司马。孔觊兵败，孔璪投门生陆林夫，为陆林夫所斩杀。